# Mirosław Pstrokoński
 Mirosław Pstrokonski (ur. 1953 w Piotrkowie Trybunalskim) – pułkownik dyplomowany Wojska Polskiego.

## Życiorys
Po ukończeniu szkoły średniej - Technikum Mechanizacji Rolnictwa w Wolbórzu, w 1973 wstąpił do Wyższej Szkoły Oficerskiej Wojsk Inżynieryjnych we Wrocławiu. Po jej ukończeniu w 1977 został skierowany do 1 Brygady Saperów w Brzegu, gdzie pełnił służbę na stanowiskach: dowódcy plutonu i kompanii pontonowej oraz szefa sztabu batalionu rozminowania. W drodze wyróżnienia w 1983 został skierowany na studia do Wojskowej Akademii Inżynieryjnej w ZSRR. Po ukończeniu studiów z wyróżnieniem w 1986 wrócił do 1 Brygady Saperów w Brzegu na stanowisko najpierw dowódcy batalionu pontonowego, a następnie starszego inżyniera służb technicznych i starszego oficera operacyjno-rozpoznawczego. W 1994 zostaje przeniesiony do 5 Brygady Saperów w Szczecinie Podjuchach na stanowisko szefa sztabu - zastępcy dowódcy. W 2000 w wyniku zmian organizacyjnych i przeformowania 5 Brygady Saperów w 5 Pułk Inżynieryjny objął stanowisko zastępcy dowódcy tego pułku, a w 2002 objął stanowisko dowódcy tegoż pułku. W 2006 został zawieszony w pełnieniu obowiązków w związku z odmrożeniami nóg przez żołnierzy Pułku na Poligonie Drawskim. W 2008 został zastępcą szefa Wojewódzkiego Sztabu Wojskowego w Poznaniu, a następnie szefem Oddziału Szkolenia Inspektoratu Wsparcia Sił Zbrojnych w Bydgoszczy.
W 2005 dowodzony przez niego 5 Pułk Inżynieryjny, jako pierwsza jednostka inżynieryjna, poddany został natowskiej kontroli CREVAL, z której uzyskał oceny bardzo dobre i dobre.

## Awanse
- podporucznik – 1977
- podpułkownik - 1994
- pułkownik – 2002

## Ordery i odznaczenia
- Srebrny Krzyż Zasługi
- Złoty Medal „Za zasługi dla obronności kraju”
- Złoty Medal „Siły Zbrojne w Służbie Ojczyzny”
- Srebrny Medal „Za zasługi dla obronności kraju”
- Srebrny Medal „Siły Zbrojne w Służbie Ojczyzny”
- Brązowy Medal „Za zasługi dla obronności kraju”
- Brązowy Medal „Siły Zbrojne w Służbie Ojczyzny”